# Frederikshavn Kirke

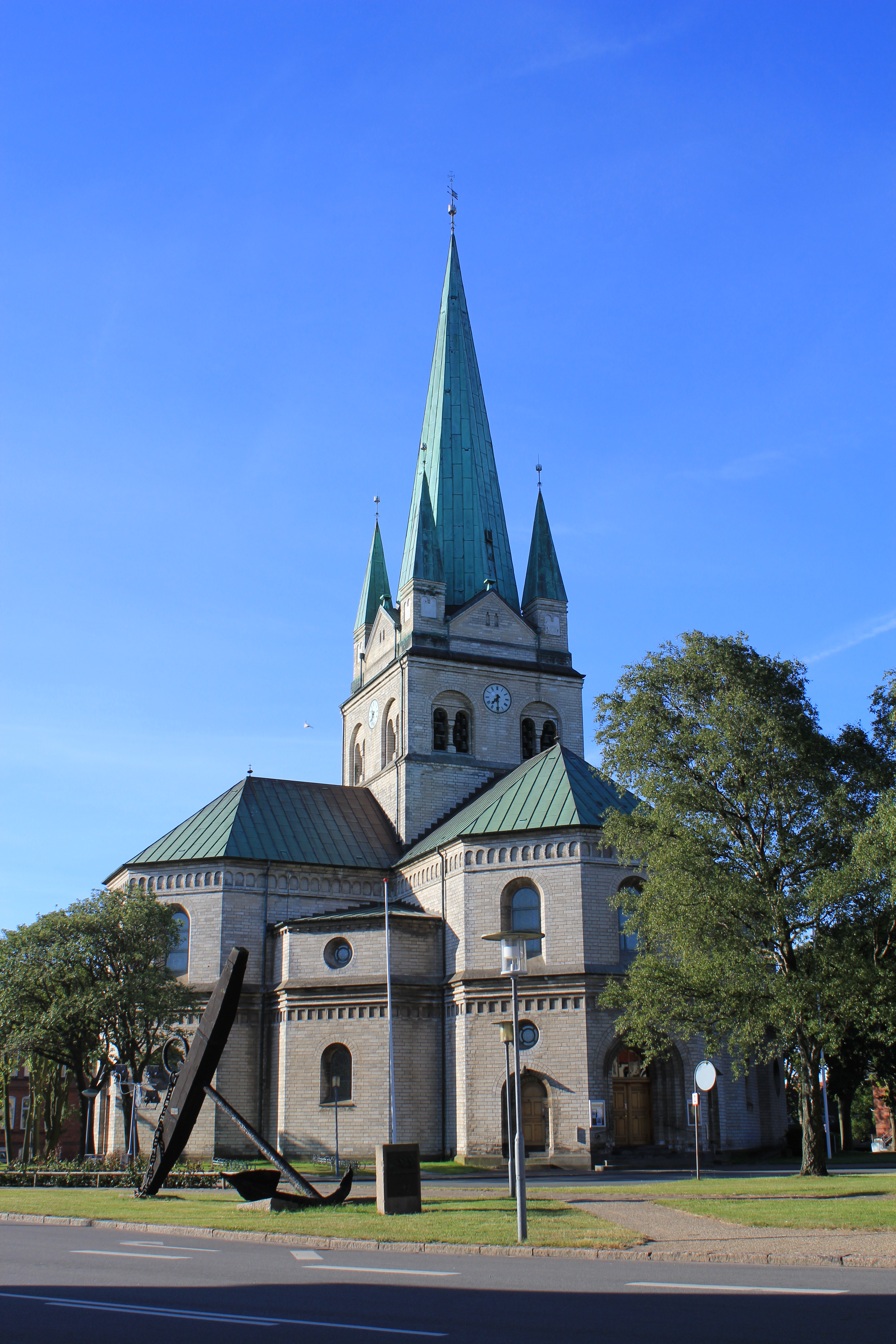
Blick aus der Fußgängerzone auf die Kirche von Frederikshavn

Die Frederikshavn Kirke ist mit 1.100 Sitzplätzen die größte Kirche von Frederikshavn. Das 1892 fertiggestellte Gebäude wurde von Vilhelm Ahlmann (1852–1928) im nationalromantischen Stil entworfen. Der Zentralbau erhebt sich auf dem Grundriss eines griechischen Kreuzes. Als wiederkehrendes geometrisches Element verwendete Ahlmann Teile eines Oktogons. Der zentrale Kirchturm mit einer Kupferhaube ist dem neugotischen Glockenturm des Aachener Doms nachempfunden.

## Gemeinde
Ende des 19. Jahrhunderts wuchs die Stadt Frederikshavn so sehr, dass die Fladstrand Kirke nicht mehr ausreichte. 1882 begannen die Planungen für eine weitere Kirche, aber erst 1890 konnte König Christian IX. den Grundstein legen. Am 23. Oktober 1892 wurde die Kirche geweiht.
Im Jahr 2019 wurde eine Sanierung des Gebäudes durchgeführt. Neben Arbeiten an der Bausubstanz wurden energetische Verbesserungen im Rahmen einer Fußbodenheizung und LED-Lichttechnik durchgeführt. Ebenso wurden optische Veränderungen vorgenommen. Der Innenraum erhielt neue Fliesen, Eichenparkett sowie eine Umgestaltung des Altarraumes.
Heute hat die Kirchengemeinde circa 5.000 Mitglieder. Zur Gemeinde gehört auch die Kirche auf den Hirsholm-Inseln. In den 1960er Jahren wurde die Gemeinde geteilt in den Frederikshavn Sogn, den Bangsbostrand Sogn mit der Bangsbostrand Kirke und den Abildgård Sogn mit der Abildgård Kirke und der Fladstrand Kirke. Die Gemeinde gehört zur Frederikshavn Provsti im Bistum Aalborg.

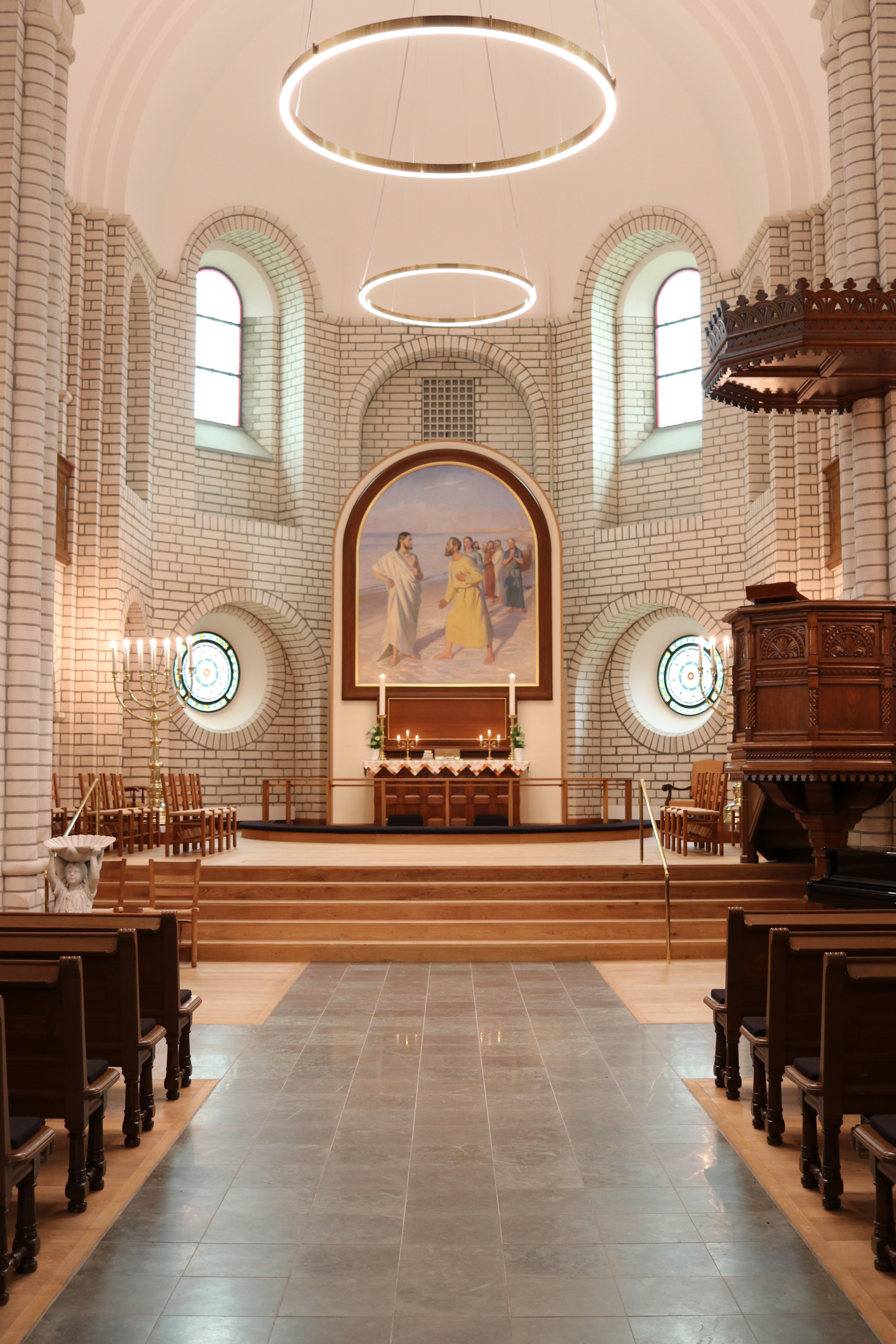
Blick durch den Mittelgang nach vorn zum Altar
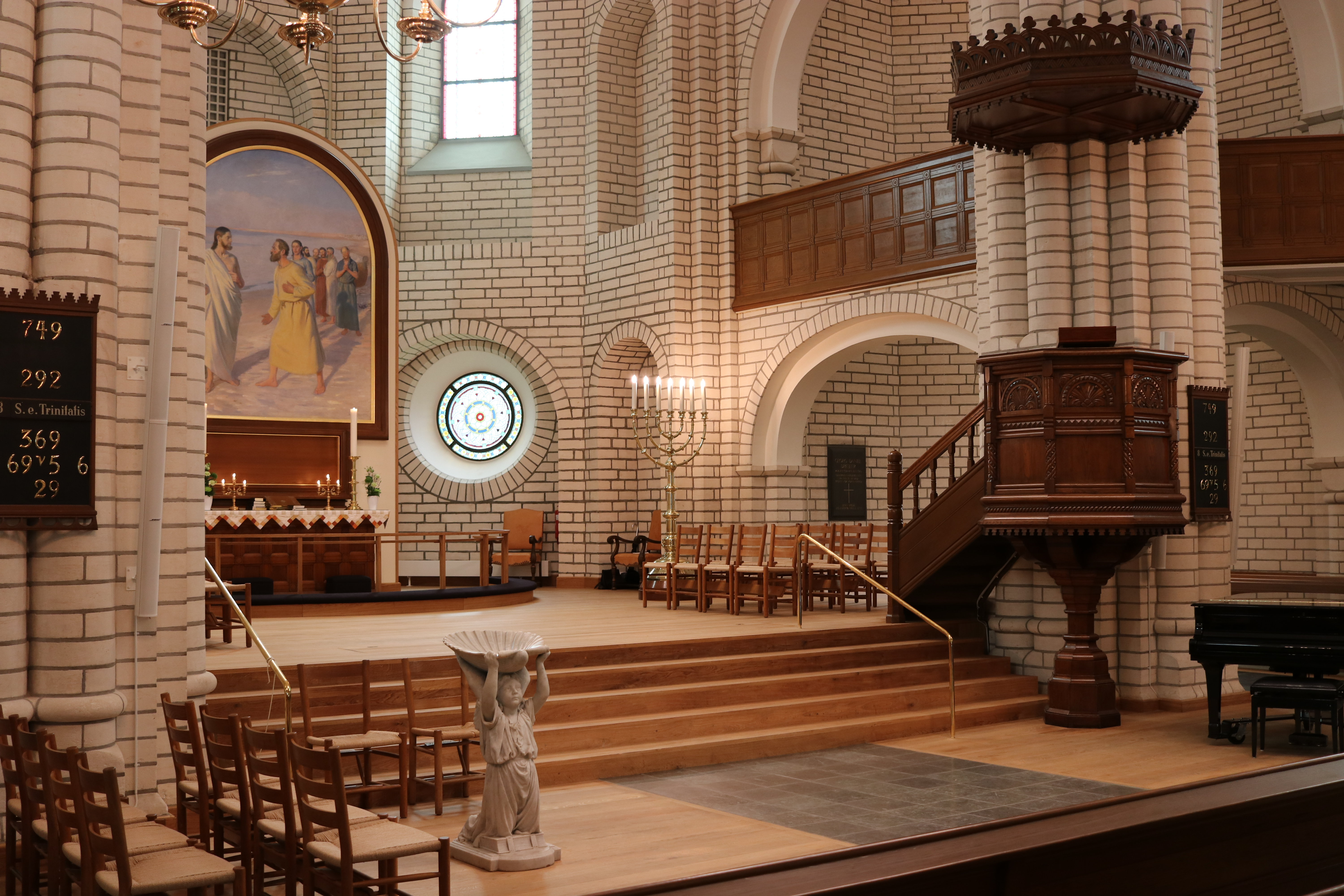
Blick aus einem Seitenschiff zur Kanzel
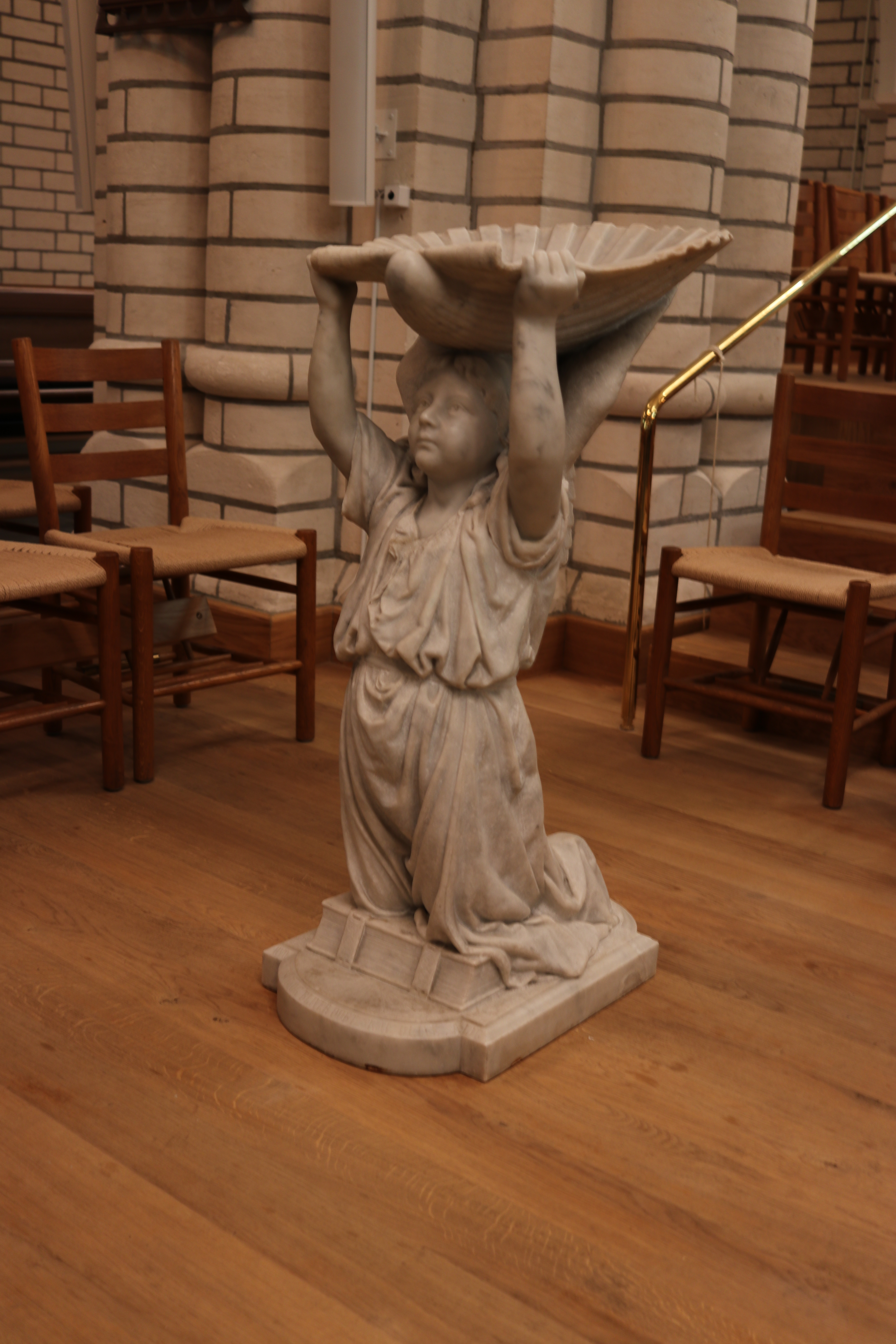
Taufschale aus Marmor als kniender Engel
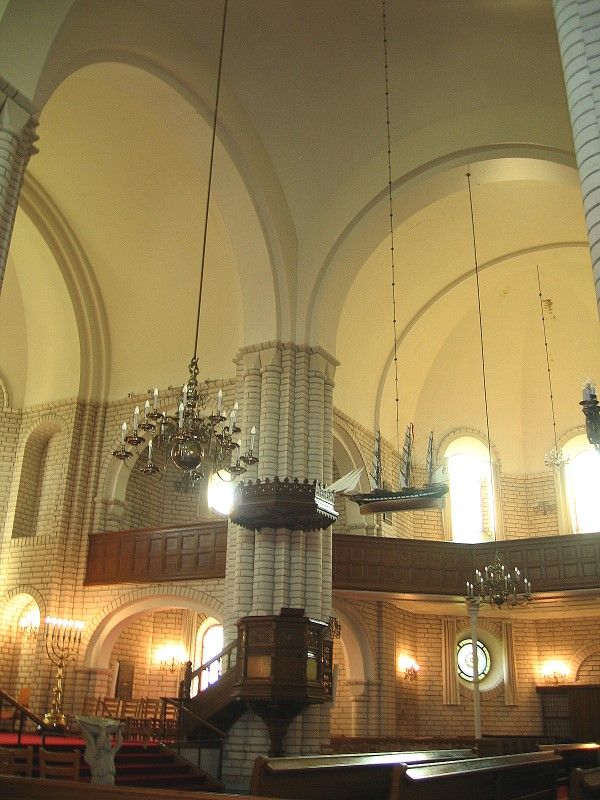
Innenansicht bis zur Renovierung 2019
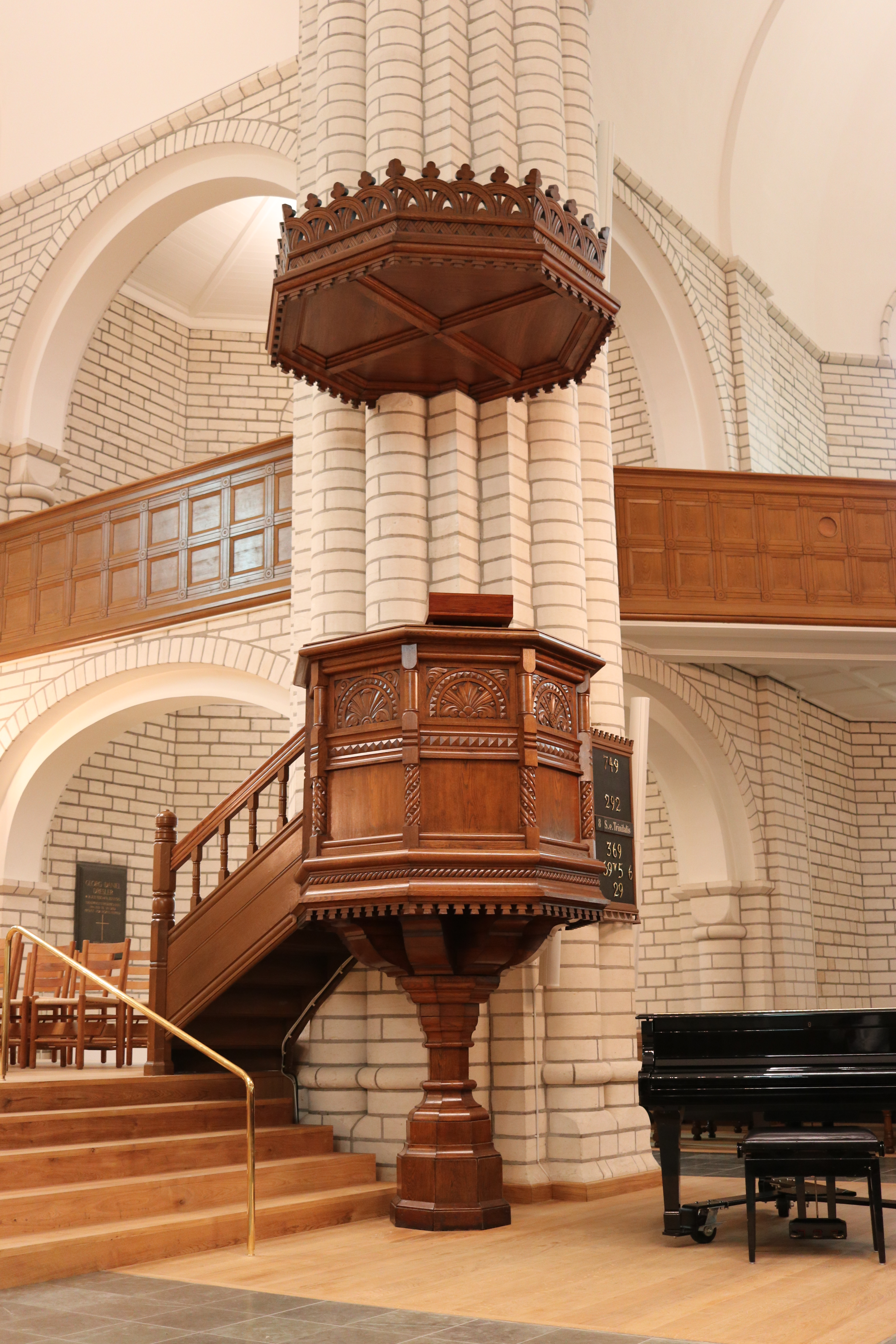
Kanzel

## Ausstattung

### Altar

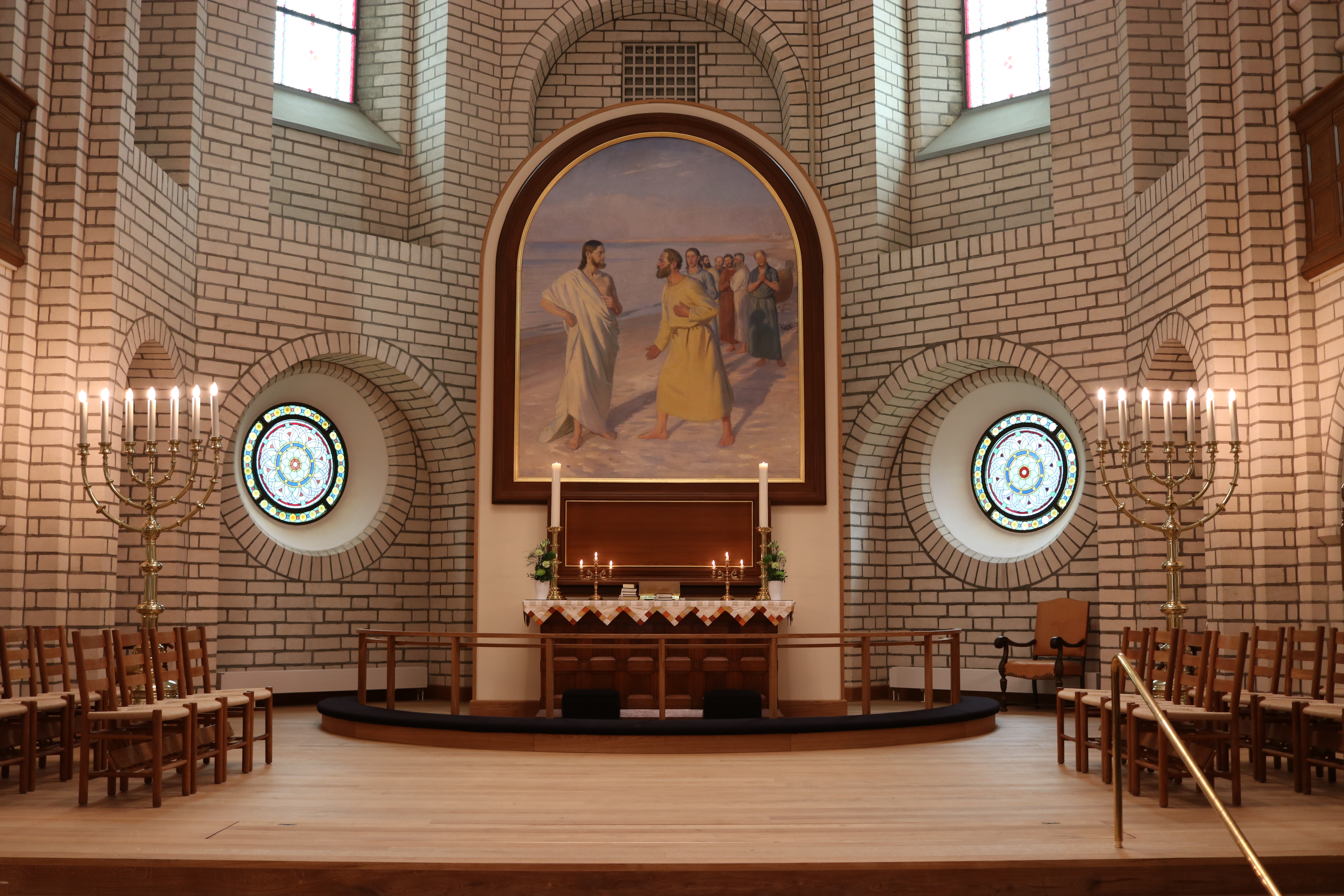
Ansicht des Altars nach Renovierung 2019

Das Altarbild wurde vom Skagenmaler Michael Ancher gemalt und zeigt Jesus und seine Jünger am See Tiberias nach der Auferstehung (Joh 21,15–17 ). Der Altar ist von einer Kniebank für das Abendmahl umgeben. Das Altarbild war eingefasst in einer Altarwand aus braun lackiertem Holz in Kreuzform. Mit der Sanierung im Jahr 2019 wurde diese Rückwand entfernt und eine kleine, hellere Rückwand, welche oben in Form des Altarbildes abschließt ersetzt.

### Taufengel
Der Taufstein ist von Hans Peder Pedersen-Dan aus weißem Marmor gehauen: Ein kniender Taufengel hält eine Jakobsmuschel. Pedersen-Dan war ein Meister seiner Zeit, von ihm stammen zum Beispiel „Der kleine Hornbläser“ (Bronze) in Kopenhagen und „Holger Danske“ auf Schloss Kronborg.

### Orgel

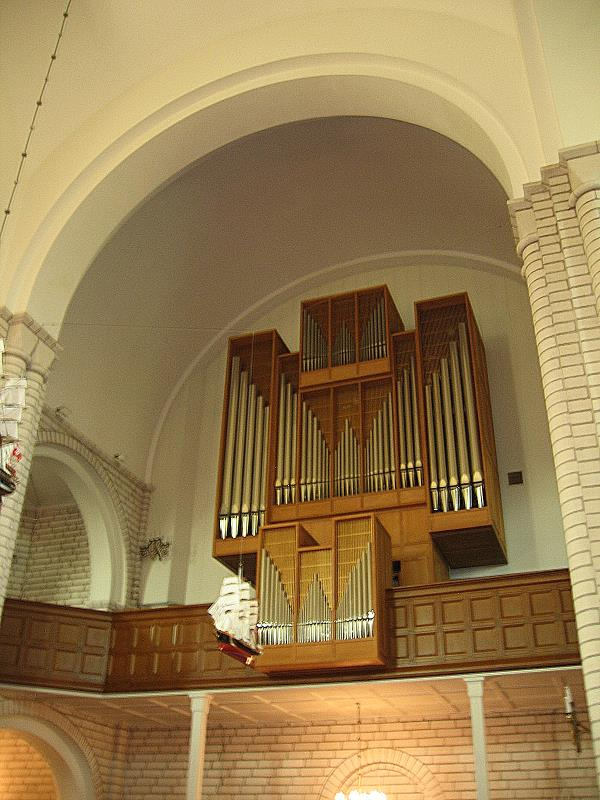
Orgelprospekt mit Rückpositiv

Die momentane Orgel der Kirche ist die dritte; sie wurde 1974 von Marcussen & Søn in Aabenraa gebaut. Sie hat 37 Register verteilt auf drei Manuale mit Hauptwerk, Rückpositiv und schwellbaren Oberwerk sowie dem Pedal. Der Orgelprospekt wurde vom königlichen Bauinspektor Leopold Teschl entworfen.
| I Hauptwerk C–g3 |     |
| Gedaktpommer     | 16′ |
| Principal        | 8′  |
| Spidsfløjte      | 8′  |
| Oktav            | 4′  |
| Rørfløjte        | 4′  |
| Oktav            | 2′  |
| Cornet III       |     |
| Mixtur V         |     |
| Trompet          | 8′  |

| II Rückpositiv C–g3 |       |
| Gedakt              | 8′    |
| Quintatøn           | 8′    |
| Principal           | 4′    |
| Kobbelfløjte        | 4′    |
| Gemshorn            | 2′    |
| Sesquialtera II     |       |
| Sivfløjte           | 1 ⁄3′ |
| Kromhorn            | 8′    |
| Tremulant           |       |

| III Oberwerk C–g3   |        |
| Rørfløjte           | 8′     |
| Spidsgamba          | 8′     |
| Italiensk Principal | 4′     |
| Traversfløjte       | 4′     |
| Nasat               | 2 ⁄3′  |
| Waldfløjte          | 2′     |
| Terz                | 1 3⁄5′ |
| Mixtur IV           |        |
| Dulcian             | 16′    |
| Obo                 | 8′     |
| Tremulant           |        |

| Pedalwerk C–f1 |     |
| Principal      | 16′ |
| Subbas         | 16′ |
| Oktav          | 8′  |
| Gedakt         | 8′  |
| Oktav          | 4′  |
| Nathorn        | 2′  |
| Mixtur V       |     |
| Basun          | 16′ |
| Trompet        | 8′  |
| Skalmaje       | 4′  |

### Glocken
Neben den vier Glocken für das Gottesdienstgeläut befinden sich ebenfalls 24 kleine Glocken eines Glockenspiels auf dem 56,5 m hohen Turm. Alle Glocken sind aus Bronze gegossen. Das Glockenspiel erklingt um 9, 12, 15 und 18 Uhr.